# Law Society of Scotland
Die Law Society of Scotland ist die Standesvertretung der schottischen Solicitors. Sie nimmt die Interessen ihrer Mitglieder wahr, stellt die Qualität der Rechtsvertretung sicher und achtet auf die Einhaltung der Standesregeln. Die Law Society wirkt zugleich an der Rechtsfortbildung mit. Gegründet wurde die Vereinigung 1949. Ihren Sitz hat sie in Edinburgh. Die für sie maßgeblichen Regelungen sind im Solicitors (Scotland) Act 1980 niedergelegt. Für jeden in Schottland zugelassenen Solicitor ist die Mitgliedschaft in der Law Society verpflichtend. Die Vereinigung finanziert sich über Mitgliedsbeiträge. Sie hatte zum 31. Oktober 2012 13.223 Mitglieder und verfügte über ein Budget von 9,9 Millionen Pfund Sterling.

## Geschichte
Die Rechtsanwälte in Schottland haben sich bereits im 16. Jahrhundert in Standesvertretungen organisiert. So wurde etwa die Faculty of Advocates 1532 gegründet, wobei davon auszugehen ist, dass ihre Wurzeln noch weiter zurückreichen, die Society of Writers to Her Majesty’s Signet geht auf das Jahr 1594 zurück und die Royal Faculty of Procurators in Glasgow hat vor 1668 ihren Ursprung. Im Laufe des 20. Jahrhunderts nahmen sowohl die Zahl der Solicitors als auch die sie betreffenden gesetzlichen Regelungen erheblich zu. Daher wurde es nötig, eine einheitliche Interessenvertretung für alle Berufsträger zu schaffen. Dies ging einher mit dem Erfordernis, das bislang nicht gesetzlich geregelte System der Pro-bono-Arbeit einheitlich zu regeln. Der Legal Aid and Solicitors (Scotland) Act 1949 sah deshalb die Gründung der Law Society of Scotland vor und schrieb zum ersten Mal die Prozesskostenhilfe gesetzlich fest.

## Aufbau
Das geschäftsführende Organ der Law Society ist das Rat. Dessen Mitglieder werden von der Mitgliederversammlung gewählt. Unterstützt wird der Rat in seiner Arbeit durch den Verwaltungsrat. Gemeinsam bestimmen diese beiden Organe die grundsätzliche Ausrichtung der Vereinigung.
Der Präsident der Vereinigung und sein Vertreter werden auf ein Jahr gewählt. Der Schatzmeister ist für die Finanzen der Vereinigung zuständig. Ein weiteres Organ ist der Alterspräsident. Der Chief Executive Officer ist für das Tagesgeschäft zuständig. Er leitet zudem die zurzeit etwa 120 Angestellten der Vereinigung an. Neben den satzungsmäßigen Organen bringen sich auch die Mitglieder der Versammlung auf freiwilliger Basis ein. Sie finden sich in regelmäßigen Abständen zu Arbeitsgruppen zusammen. Seit 2012 ist eine Reform der Vereinigung im Gange, in deren Zuge unter anderem neue Arbeitsgruppen geschaffen und die Größe des Rates verringert werden soll.